# Phytoliriomyza jurgensi
Phytoliriomyza jurgensi är en tvåvingeart som beskrevs av Spencer 1983. Phytoliriomyza jurgensi ingår i släktet Phytoliriomyza och familjen minerarflugor.
Artens utbredningsområde är Costa Rica. Inga underarter finns listade i Catalogue of Life.